# Ciao maschio
Ciao maschio è un film del 1978 diretto da Marco Ferreri, vincitore del Grand Prix Speciale della Giuria al 31º Festival di Cannes.
Il primo titolo provvisorio del film fu Ciao scimmia.
Lo stabile nel quale abita Depardieu nel film era stato di proprietà dell'American Express e molti anni prima fungeva da stazione per i cavalli che percorrevano la tratta New York-Los Angeles.

## Trama
Il film non ha una storia uniformemente delineata, ma lavora per scene. Gérard LaFayette è un giovanotto affascinante che vive in un seminterrato di una metastorica New York. Lavora come elettrotecnico presso un modesto museo delle cere sulla Roma antica, tenuto da un colto quanto cinico e melanconico direttore di probabile origine italiana, tale Andreas Flaxman. Parallelamente a ciò, è impegnato come cuoco e tuttofare presso una compagnia di teatranti femministe Off-Off-Broadway, delle quali la bella Angelica è di lui innamorata. Ama anche passare del tempo con un gruppetto di anziani di cui è "protettore": l'anarco-individualista italiano Luigi Nocello, il suonatore nero Miko, l'evanescente Robin e la bella signora Toland.
Un giorno, dopo aver animatamente discusso sul tema dello stupro, le ragazze tramortiscono Gérard e, tenendolo ben immobilizzato, invitano Angelica a violentarlo, per poterlo così affrontare in un loro spettacolo; lui, però, non sembra farsi problemi al riguardo, tanto da accettare di convivere con lei e cominciare a ricambiare i sentimenti della ragazza. Durante una passeggiata con il gruppetto d'anziani, lungo le spiagge del fiume Hudson, Luigi rinviene, vicino alla carcassa morta di King Kong, uno scimmiotto neonato, a cui Gérard si affeziona talmente da adottarlo, considerandolo come suo figlio, battezzandolo col nome di Cornelio. Flaxman gli consiglia di sbarazzarsene perché non farà altro che complicargli la vita, ma LaFayette non gli dà ascolto.
Dal quel momento, la scelta di adottare come figlio una scimmietta saranno per il protagonista l'ultima e delirante affermazione della propria individualità, e lo humor nero, l'angoscia, la malinconia ed il sarcasmo che affronterà sono l'esplorazione sulle chiavi della decadenza umana. Angelica, a seguito della violenza che aveva fatto a Gérard, scopre di esserne rimasta incinta, ma il ragazzo rifiuta alcuna responsabilità, causando la rottura del loro rapporto e la fuga di Angelica, che si fa dare un passaggio dalla prima macchina che capita. Luigi, sentimentale e rancoroso verso il mondo, si suicida, impiccandosi, lasciando tutti i suoi magri averi al piccolo Cornelio. A casa, LaFayette scopre poi i resti di Cornelio, divorato dai topi. Stravolto, cerca conforto da Flaxman, che però appare tutt'altro che comprensivo. Un po' in maniera casuale, un po' volutamente, i due periscono nell'incendio del museo. Nella scena finale, Angelica e sua figlia, avuta con Gérard, giocano sulla spiaggia.

## Riconoscimenti
- Festival di Cannes 1978
  - Grand Prix Speciale della Giuria